# Monanthes purpurascens
Monanthes purpurascens är en fetbladsväxtart som först beskrevs av Carl August Bolle och Webb, och fick sitt nu gällande namn av Christ. Monanthes purpurascens ingår i släktet Monanthes och familjen fetbladsväxter. Inga underarter finns listade i Catalogue of Life.